# 二铭轩
二铭轩位于中国江西省抚州市南丰县琴城镇古城府官巷，与毗邻的“转角巷张氏大夫第”、“太守第”、“分转第”三大宅院，以及对面的私塾“选青别墅”，均为清道光年间广东韶州府知府张希京所建。二铭轩是张氏的书房，为典型的赣派风格。内有一园,名为“藏春”。

## 保护
2018年3月9日，二铭轩等琴城古建筑公布为第六批江西省文物保护单位，编号6-3-061。